# Kaapse vliegenvanger
De Kaapse vliegenvanger (Muscicapa adusta) is een vogelsoort uit de familie van de Muscicapidae (vliegenvangers).

## Verspreiding en leefgebied
Deze soort komt voor in westelijk-centraal, oostelijk en zuidelijk Afrika en telt 10 ondersoorten:
- Muscicapa adusta poensis: van zuidoostelijk Nigeria tot centraal Kameroen en Bioko.
- Muscicapa adusta pumila: van noordelijk Kameroen tot zuidelijk Soedan, centraal Kenia en noordelijk Tanzania.
- Muscicapa adusta minima: Eritrea en Ethiopië.
- Muscicapa adusta subadusta: van Angola tot noordwestelijk Mozambique en oostelijk Zimbabwe.
- Muscicapa adusta marsabit: noordelijk Kenia.
- Muscicapa adusta murina: zuidoostelijk Kenia en noordoostelijk Tanzania.
- Muscicapa adusta fuelleborni: zuidelijk en westelijk Tanzania.
- Muscicapa adusta mesica: Zimbabwe (uitgezonderd het oosten).
- Muscicapa adusta fuscula: noordelijk en oostelijk Zuid-Afrika.
- Muscicapa adusta adusta: zuidelijk Zuid-Afrika.